# Ulica św. Elżbiety we Wrocławiu
Ulica św. Elżbiety – ulica położona we Wrocławiu na Starym Mieście. Łączy ulicę Odrzańską z ulicą Kiełbaśniczą. Ma 86 m długości. Południową pierzeję ulicy zajmuje zabytkowy kościół garnizonowy pw. św. Elżbiety .

## Historia
Historia ulicy wiąże się z powstaniem na południe od jej dzisiejszego przebiegu kościoła św. Elżbiety i ukształtowania wokół niego placu przykościelnego. Do XIII wieku istniał tu wolny plac, a plan wzniesienia świątyni podjął książę Bolesław II Rogatka, syn Henryka II Pobożnego. Jego budowę rozpoczęto już na początku XIII wieku (lata 1242-1248). Początkowo do połowy XIV wieku był on zajęty przez zabudowę drewnianą, a w latach 1359-1458 zbudowano gotycki kościół murowany. Później powstał cmentarz istniejący do 1773 r. (kiedy to wprowadzono zakaz chowania zmarłych w obrębie murów miasta). Na północ od niego powstał pas posesji towarzyszących istniejącej tu parafii. Od 1293 istniała tu szkoła, dla potrzeb której w 1507 r. lub 1562 r. wybudowano nowy budynek, który przetrwał do 1835 r. (Elisabethanum). W 1538 r. przy kościele na terenie cmentarnym powstała jedna z pierwszych wrocławskich drukarń. W czasach nowożytnych powstała zachowana do dziś zabudowa obejmująca cztery kamienice pod numerami od 1 do 3 i gimnazjum Św. Elżbiety pod numerem 4. W budynkach obok szkoły mieszkali księża i nauczyciele. W środku długości ulicy w pierzei tej istniało przejście przecinające Stare Jatki.

## Nazwy
W swojej historii ulica nosiła następujące nazwy:
- jako plac: bezimienne, stosowano określenia między innymi takie jak: „koło kościoła św. Elżbiety”, „przy cmentarzu”, „za kościołem” , „przy kościele” (An der Elisabethkirche) itp.[3][1][7]
- św. Elżbiety, od 1945 r.[1][3][7].

Wcześniejsza nazwa, podobnie jak współczesna, nawiązywała do położonej przy ulicy świątyni pw. św. Elżbiety i oznaczała ulicę z tyłu kościoła pod tym wezwaniem. Współczesna nazwa ulicy została nadana przez Zarząd Miejski i ogłoszona w okólniku nr 94 z 20.12.1945 r.

## Układ drogowy
Do ulicy przypisana jest droga gminna o długości 86 m klasy dojazdowej.
Ulice i place powiązane z ulicą św. Elżbiety:
- skrzyżowanie: ulica Odrzańska[1][9]
- skrzyżowanie: ulica Kiełbaśnicza[1][10]

## Zabudowa i zagospodarowanie
Ulica św. Elżbiety znajduje się obrębie Starego Miasta, w którym dominuje zabudowa mieszkalna i usługowa, ze szczególnym naciskiem na tworzenie miejsc centrotwórczych, przy równoczesnej ochronie zabytków i historycznego układu przestrzennego. Północna pierzeja obejmuje zabudowę ciągłą, historyczną. Natomiast południową stronę ulicy zajmuje kościół garnizonowy pw. św. Elżbiety  .

## Ochrona i zabytki
Obszar, na którym położona jest ulica św. Elżbiety, podlega ochronie w ramach zespołu urbanistycznego Starego Miasta z XIII-XIX wieku, wpisanego do rejestru zabytków pod nr. rej.: 196 z 15.02.1962 oraz A/1580/212 z 12.05.1967 r. Inną formą ochrony tych obszarów jest ustanowienie historycznego centrum miasta, w nieco szerszym obszarowo zakresie niż wyżej wskazany zespół urbanistyczny, jako pomnik historii  . Samo miasto włączyło ten obszar jako cenny i wymagający ochrony do Parku Kulturowego "Stare Miasto", który zakłada ochronę krajobrazu kulturowego oraz uporządkowanie, zachowanie i właściwe kształtowanie krajobrazu kulturowego i historycznego charakteru najstarszej części miasta . Ochronę narzucają także miejscowe plany zagospodarowania przestrzennego, między innymi w zakresie zachowania określonych elementów budynków i kształtowania zabudowy .
Przy ulicy i w najbliższym sąsiedztwie znajdują się następujące zabytki:
| obiekt, położenie                                                                                     | powstanie, nr rej. | foto |
| --- | --- | ---- |
| pierzeja południowa                                                                                   | |      |
| Kościół farny pw. św. Elżbiety, ob. kościół garnizonowy pw. św. Elżbiety ul. św. Elżbiety             | pocz. XIV w., l. 1384-1387, poł. XV w., l. 1531-1535, 1598 r., l. 1856-1857 (renowacja) XII-XV w. A/1300/25 z dn. 23.10.1961 (z 26.11.1947 i z 23.10.1962) |      |
| pierzeja północna                                                                                     | |      |
| Kamienica, ob. budynek Parafii Wojskowo-Cywilnej pw. św. Elżbiety ul. św. Elżbiety 1-2                | ok. 1860 r. gez, mpzp |      |
| Kamienica, ob. budynek biurowy - Urząd Miejski Wrocławia Zarząd Zasobu Komunalnego ul. św. Elżbiety 3 | 1835 r. gez, mpzp |      |
| Gimnazjum św. Elżbiety, ob. budynek biurowy ul. św. Elżbiety 4 (ewangelickie))                        | 1560 r., 1835 r., l. 1873-1883, 1903 r. 1835, 1873, 1883 r. A/992 z dn. 25.01.2007                                                                         |      |
| zamknięcie zachodniej osi widokowej                                                                   | |      |
| Kamienica, ob. ART HOTEL - hotel ul. Kiełbaśnicza 21-22                                               | ok. 1890 r., ok. 2000 r. gez, mpzp |      |
| Kamienica, ob. Academus Pub & Apartments ul. Kiełbaśnicza 23                                          | ok. 1870 r., l. 1997-1999 gez, mpzp |      |